# Groot-Brittannië op de Olympische Winterspelen 1948
Tijdens de Olympische Winterspelen van 1948, die in Sankt Moritz (Zwitserland) werden gehouden, nam Groot-Brittannië voor de vijfde keer deel.

## Medailleoverzicht
| Sport       | Olympiër          | Discipline | Medaille |
| ----------- | ----------------- | ---------- | -------- |
| Kunstrijden | Jeannette Altwegg | vrouwen    | Brons    |
| Skeleton    | John Crammond     | mannen     | Brons    |

## Deelnemers en resultaten

### Alpineskiën
| Olympiër               | Discipline     | Resultaat | Prestatie                                                                        |
| ---------------------- | -------------- | --------- | -------------------------------------------------------------------------------- |
| Ian Appleyard          | afdaling (m)   | 92e       | 4.36,2 (+1.41,2)                                                                 |
| Ian Appleyard          | slalom (m)     | 55e       | 3.20,1 (+1.09,8) 1.47,0+1.33,1                                                   |
| Peter Boumphrey        | afdaling (m)   | dnf       | opgave                                                                           |
| John Boyagis           | slalom (m)     | 63e       | 4.14,1 (+2.03,8) 2.30,0+1.44,1                                                   |
| Donald Garrow          | afdaling (m)   | 60e       | 3.41,3 (+46,3)                                                                   |
| Donald Garrow          | slalom (m)     | 49e       | 3.01,3 (+51,0) 1.37,0+1.24,3                                                     |
| Donald Garrow          | combinatie (m) | 45e       | 46,98 punten (+43,71) afdaling: 25,71 p (3.41,3) slalom: 21,27 p (1.36,8+1.26,3) |
| James Palmer-Tomkinson | afdaling (m)   | 74e       | 3.54,1 (+59,1)                                                                   |
| James Palmer-Tomkinson | combinatie (m) | dnf       | opgave afdaling: 3.54,1 slalom: opgave                                           |
| Stuart Parkinson       | afdaling (m)   | 81e       | 4.03,0 (+1.08,0)                                                                 |
| Harry Taylor           | slalom (m)     | 61e       | 4.09,9 (+1.59,6) 2.05,5+2.04,4                                                   |
| Peter Waddell          | afdaling (m)   | 88e       | 4.17,4 (+1.22,4)                                                                 |
| Peter Waddell          | combinatie (m) | 61e       | 75,99 punten (+72,72) afdaling: 45,68 p (4.17,4) slalom: 30,31 p (1.45,8+1.37,8) |
| Bridget Duke-Wooley    | slalom (v)     | 24e       | 2.53,7 (+56,5) 1.34,7+1.19,0                                                     |
| Barbara Greenland      | slalom (v)     | dnf       | opgave                                                                           |
| Sheena Mackintosh      | afdaling (v)   | 33e       | 3.00,0 (+31,7)                                                                   |
| Sheena Mackintosh      | slalom (v)     | 21e       | 2.30,9 (+33,7) 1.10,5+1.20,4                                                     |
| Sheena Mackintosh      | combinatie (v) | 24e       | 36,00 punten (+29,42) afdaling: 20,1 p (3.00,0) slalom: 15,9 p (1.10,9+1.19,0)   |
| Isobel Roe             | afdaling (v)   | 27e       | 2.47,3 (+19,0)                                                                   |
| Isobel Roe             | slalom (v)     | 23e       | 2.49,6 (+52,4) 1.24,5+1.25,1                                                     |
| Isobel Roe             | combinatie (v) | 23e       | 34,91 punten (+28,33) afdaling: 12,16 p (2.47,3) slalom: 22,75 p (1.28,1+1.15,5) |
| Xanthe Ryder           | afdaling (v)   | 34e       | 3.01,4 (+33,1)                                                                   |
| Xanthe Ryder           | combinatie (v) | 27e       | 47,10 punten (+40,52) afdaling: 21,25 p (3.01,4) slalom: 25,85 p (1.25,0+1.24,8) |
| Rosemarie Sparrow      | afdaling (v)   | 30e       | 2.52,3 (+24,0)                                                                   |
| Rosemarie Sparrow      | combinatie (v) | 25e       | 37,16 punten (+30,58) afdaling: 15,36 p (2.52,3) slalom: 21,8 p (1.22,0+1.19,7)  |

### Bobsleeën
| Olympiër                                                             | Discipline                        | Resultaat | Prestatie                                          |
| -------------------------------------------------------------------- | --------------------------------- | --------- | -------------------------------------------------- |
| William Coles Raymond Collings                                       | 2-mansbob (m) Groot-Brittannië I  | 5e        | 5.37,9 (+8,7) (1.25,2 / 1.24,4 / 1.24,2 / 1.24,1)  |
| Anthony Gadd Basil Wellicome                                         | 2-mansbob (m) Groot-Brittannië II | dnf       | opgave (1.27,9 / 1.26,8 / dnf / —)                 |
| William Coles William McLean Raymond Collings George Holliday        | 4-mansbob (m) Groot-Brittannië I  | 7e        | 5.23,9 (+3,8) (1.18,5 / 1.20,9 / 1.21,5 / 1.23,0)  |
| Richard Jeffrey Edgar Meddings George Powell-Sheddon James Iremonger | 4-mansbob (m) Groot-Brittannië II | 15e       | 5.41,1 (+21,0) (1.20,8 / 1.24,3 / 1.29,8 / 1.26,2) |

### Kunstrijden
| Olympiër                                  | Discipline | Resultaat | Prestatie                 |
| ----------------------------------------- | ---------- | --------- | ------------------------- |
| Graham Sharp                              | mannen     | 7e        | pc. 67,0; 167,044 punten  |
| Jeannette Altwegg                         | vrouwen    | Brons     | pc. 28,0; 156,166 punten  |
| Bridget Adams                             | vrouwen    | 7e        | pc. 69,0; 148,644 punten  |
| Marion Tiefy Davies                       | vrouwen    | 10e       | pc. 104,0; 144,766 punten |
| Maidie Jill Linzee                        | vrouwen    | 19e       | pc. 145,0; 140,200 punten |
| Winifred Silverthorne Dennis Silverthorne | paarrijden | 5e        | pc. 53,0; 10,572 punten   |
| Jennifer Nicks John Nicks                 | paarrijden | 8e        | pc. 98,0; 9,700 punten    |

### Schaatsen
| Olympiër        | Discipline   | Resultaat | Prestatie      |
| --------------- | ------------ | --------- | -------------- |
| Dennis Blundell | 500 m (m)    | 32e       | 46,5 (+3,4)    |
| Dennis Blundell | 1500 m (m)   | 30e       | 2.29,2 (+11,6) |
| Dennis Blundell | 5000 m (m)   | 32e       | 9.22,2 (+52,8) |
| Johnny Cronshey | 500 m (m)    | 25e       | 46,0 (+2,9)    |
| Johnny Cronshey | 5000 m (m)   | 11e       | 8.45,6 (+16,2) |
| Johnny Cronshey | 10.000 m (m) | dnf       | opgave         |
| Henry Howes     | 500 m (m)    | 35e       | 46,9 (+3,8)    |
| Henry Howes     | 1500 m (m)   | 18e       | 2.23,0 (+5,4)  |
| Henry Howes     | 5000 m (m)   | 19e       | 8.56,6 (+27,2) |
| Henry Howes     | 10.000 m (m) | dnf       | opgave         |
| Bruce Peppin    | 500 m (m)    | 29e       | 46,4 (+3,3)    |
| Bruce Peppin    | 1500 m (m)   | 23e       | 2.24,7 (+7,1)  |
| Thomas Ross     | 1500 m (m)   | 41e       | 2.32,6 (+15,0) |
| Thomas Ross     | 5000 m (m)   | 28e       | 9.18,2 (+48,8) |

### Skeleton
| Olympiër      | Discipline | Resultaat | Prestatie                                                            |
| ------------- | ---------- | --------- | -------------------------------------------------------------------- |
| John Crammond | mannen     | Brons     | 5.25,1 (+1,9) (0.47,4 / 0.47,7 / 0.47,9 / 1.00,9 / 1.00,9 / 1.00,3)  |
| Richard Bott  | mannen     | 6e        | 5.30,7 (+7,5) (0.48,3 / 0.48,9 / 0.49,2 / 1.01,5 / 1.01,4 / 1.01,4)  |
| James Coats   | mannen     | 7e        | 5.31,9 (+8,7) (0.48,8 / 0.48,7 / 0.49,0 / 1.02,3 / 1.01,7 / 1.01,4)  |
| Thomas Clarke | mannen     | 9e        | 5.39,0 (+15,8) (0.49,7 / 0.49,9 / 0.49,3 / 1.03,5 / 1.03,8 / 1.02,8) |

### IJshockey
| Olympiër | Discipline | Resultaat | Prestatie |
| --- | ---------- | --------- | --- |
| Stanley Simon Leonhard Baker George Baillie James Chappell Gerry Davey Frederick Dunkelman Arthur Green Frank Green Frank Jardine John Murray John Oxley William Smith Archibald Stinchcombe Thomas Syme | mannen     | 5e        | toernooi: 5 - 4 Groot-Brittannië - Oostenrijk 0 - 3 Groot-Brittannië - Canada 4 - 11 Groot-Brittannië - Tsjecho-Slowakije 3 - 12 Groot-Brittannië - Zwitserland 7 - 2 Groot-Brittannië - Polen 3 - 4 Groot-Brittannië - Zweden 3 - 4 Groot-Brittannië - Verenigde Staten 14 - 7 Groot-Brittannië - Italië |

Argentinië · België · Bulgarije · Canada · Chili · Denemarken · Finland · Frankrijk · Griekenland · Groot-Brittannië · Hongarije · IJsland · Italië · Joegoslavië · Libanon · Liechtenstein · Nederland · Noorwegen · Oostenrijk · Polen · Roemenië · Spanje · Tsjecho-Slowakije · Turkije · Verenigde Staten · Zuid-Korea · Zweden · Zwitserland